# Championnats du monde de tir à l'arc 1989
Navigation
Édition précédente Édition suivante
Les championnats du monde de tir à l'arc 1989 sont une compétition sportive de tir à l'arc organisée du 2 au 8 juillet 1989 à Lausanne, en Suisse. Il s'agit de la 35e édition des championnats du monde de tir à l'arc.

## Podiums
| Épreuve                      | Or                        | Argent               | Bronze                 |
| ---------------------------- | ------------------------- | -------------------- | ---------------------- |
| Individuel classique hommes  | Stanislav Zabrodsky (URS) | Steven Hallard (GBR) | Tomi Poikolainen (FIN) |
| Par équipes classique hommes | Union soviétique          | États-Unis           | Corée du Sud           |
| Individuel classique femmes  | Kim Soo-nyung (KOR)       | Kim Kyung-wook (KOR) | Denise Parker (USA)    |
| Par équipes classique femmes | Corée du Sud              | Suède                | Union soviétique       |

## Tableau des médailles
| Rang | Nation           | Or | Argent | Bronze | Total |
| ---- | ---------------- | -- | ------ | ------ | ----- |
| 1    | Corée du Sud     | 2  | 1      | 1      | 4     |
| 2    | Union soviétique | 2  | -      | 1      | 1     |
| 3    | États-Unis       | -  | 1      | 1      | 2     |
| 4    | Grande-Bretagne  | -  | 1      | -      | 1     |
| 4    | Suède            | -  | 1      | -      | 1     |
| 6    | Finlande         | -  | -      | 1      | 1     |